# Mordella banahaosa
Mordella banahaosa là một loài bọ cánh cứng trong họ Mordellidae. Loài này được Pic miêu tả khoa học năm 1926.